# نونوکسینول-۹
نونوکسینول-۹ (به انگلیسی: Nonoxynol-9) یک ترکیب شیمیایی با شناسه پاب‌کم ۷۲۳۸۵ است. 